# 陳睿宗
陳睿宗（ちんえいそう、ベトナム語: Trần Duệ Tông）は、陳朝大越の第10代皇帝。名は陳 曔（ベトナム語：Trần Kính / 陳曔）、または陳 日煓（ベトナム語：Trần Nhật Đoan / 陳日煓）とも。

## 生涯
第5代皇帝・明宗の十一男。即位前は恭宣王に封ぜられていた。兄の芸宗擁立に功があり、紹慶3年（1372年）、芸宗から譲位されて即位した。
隆慶4年（1376年）、廷臣の諫言を押し切って、宿敵チャンパと決戦するために12万を号する大軍を率いて親征したが大敗し、陣中で没した。